# Aspettando la Bardot
Aspettando la Bardot è un film italiano del 2018 diretto da Marco Cervelli e prodotto dalla produzione cinematografica Fair Play.

## Trama
Otto amici devono mettere in scena e reinterpretare lo spettacolo teatrale di Samuel Beckett, gli attori fondono la loro vita con quella dei personaggi che mettono in scena.

## Produzione
Il film è stato girato interamente a Tuscania, in provincia di Viterbo.

## Riconoscimenti
- Terra di Siena International Film Festival 2018
  - Sanese D’Oro Miglior Film
  - Miglior Attore Protagonista a Nicola Nocella
  - Miglior Attrice Non Protagonista a Simona Borioni
- Festival Internazionale dei Castelli Romani 2018
  - Miglior Attrice non Protagonista Simona Borioni
  - Miglior Canzone Originale Luca Yanovitz
- Premio speciale Formia Film Festival 2019
- Premio miglior Regia "Commedia Italiana Lungometraggi" Pulcinella Film Festival 2020